# Franz Georg Friemel

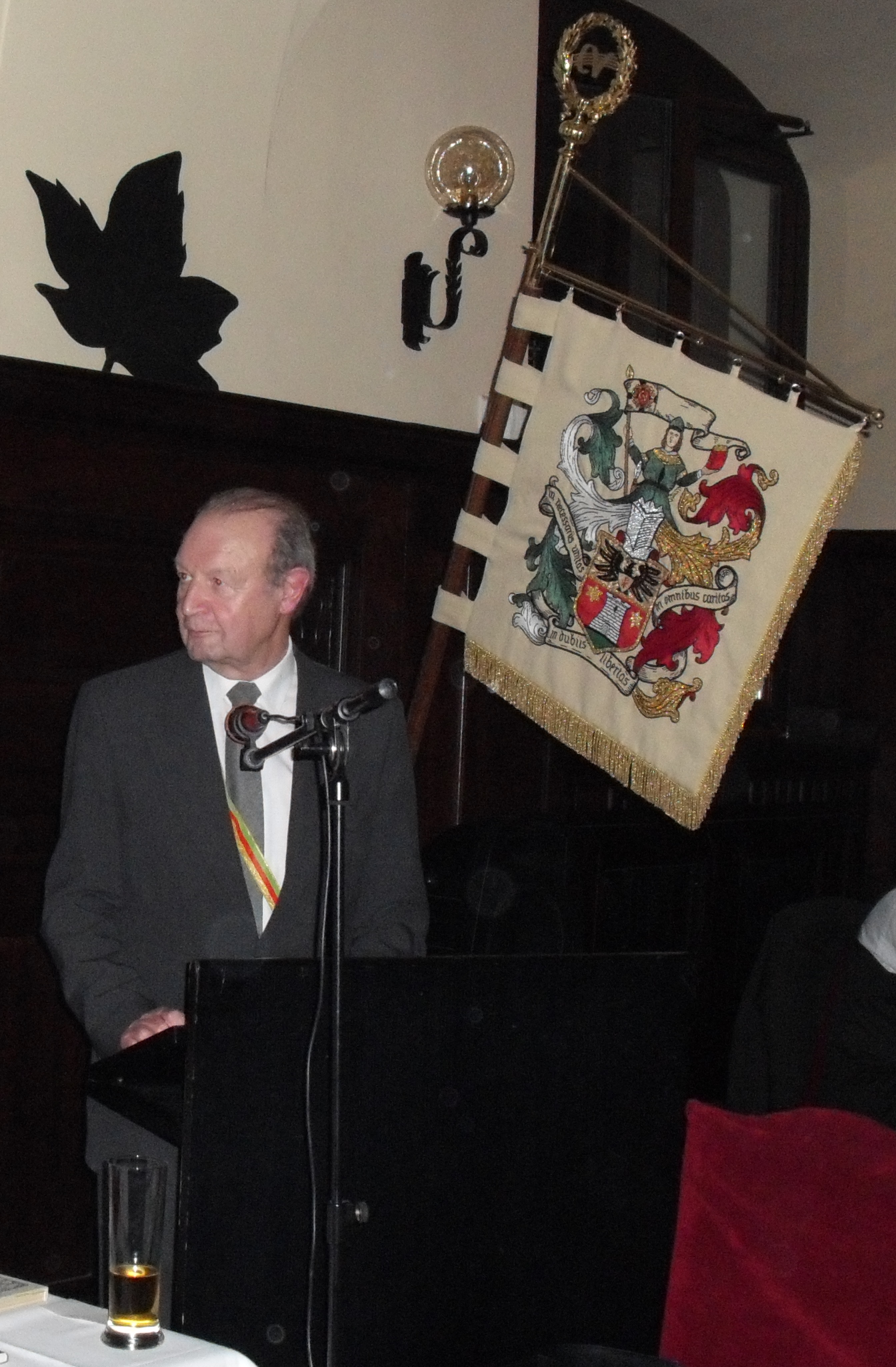
Franz Georg Friemel

Franz Georg Friemel (* 4. Mai 1930 in Waldenburg, Provinz Niederschlesien) ist ein deutscher Pastoraltheologe.

## Leben
Friemel wuchs nach der Vertreibung aus dem schlesischen Waldenburg im westfälischen Gronau auf. Er studierte Theologie an der Westfälischen Wilhelms-Universität in Münster, Ludwig-Maximilians-Universität München und am Philosophisch-Theologischen Studium Erfurt. Er wurde mit einer Arbeit über den Regensburger Bischof Johann Michael Sailer und das Problem der Konfession promoviert.
Er empfing 1955 im Priesterseminar Neuzelle die Priesterweihe. Er war zunächst als Kaplan in Finsterwalde, später in Görlitz tätig. Von 1959 bis 1964 war er Diözesanjugendseelsorger. Von 1964 bis 1966 absolvierte er ein postgraduales Studium am Philosophisch-Theologischen Studium Erfurt. Von 1966 bis 1971 war er Subregens am Priesterseminar Bernhardinum in Neuzelle und von 1972 bis 1975 Pfarrer der St.-Hedwigs-Gemeinde in Görlitz.
1975 erhielt er einen Ruf an das Erfurter Philosophisch-Theologische Studium, dem damals rein kirchlichen Vorläufer der Theologischen Fakultät der heutigen Erfurter Universität; ab 1978 war er dort Professor für Pastoraltheologie und Religionspädagogik und veröffentlichte in dieser Zeit auch unter dem Pseudonym Andreas Althammer. Friemel war dreimal Dekan der Theologischen Fakultät. 1997 wurde er emeritiert.
Friemel wurde am 29. Juni 2000 von Bischof Rudolf Müller zum Ehrendomherrn des Domkapitels zum Heiligen Jakobus in Görlitz ernannt.
Franz Georg Friemel ist seit 1951 Mitglied der katholischen Studentenverbindung KDStV Winfridia (Breslau) Münster im CV.

## Schriften (Auswahl)
- Das Gebet der Gläubigen. Fürbitten. Vorschläge und Anregungen, Herder Freiburg 4. Auflage 1980, ISBN 3-451-18285-8
- Fürbitten. In den Anliegen des Menschen, Herder Freiburg 3. Auflage 1986, ISBN 3-451-19135-0
- Die Methodenspalte, St. Benno 1989, ISBN 3-7462-0129-2, zusammen mit Bernhard Grom
- ... wie die Träumenden : katholische Theologen zur gesellschaftlichen Wende,  St. Benno 1990, ISBN 3-7462-0611-1
- Von Gott sprechen : Aufsätze und Texte zur Gottesfrage, St. Benno 2. Auflage 1991, ISBN 3-7462-0558-1
- Erste Auskunft Religion in 1111 Stichworten, St. Benno 1991, ISBN 3-7462-1005-4
- Und er bewegt uns doch : Einführung in den neuen Katechismus der Katholischen Kirche, St. Benno 1994, ISBN 3-7462-1110-7, zusammen mit Walter Krieger
- Katholischer Glaubensunterricht in der Säkularität. In: Comenius-Institut 1998b, S. 151–166
- Erste Auskunft "Ethik" : ethische Grundbegriffe von A–Z, St. Benno 1998, ISBN 3-7462-1262-6